# 博仁堂中藥行
博仁堂中藥行，是臺南市第一家轉型兼營藥膳店的中藥行，位於臺南市中西區西門路二段300巷27號。前身為1961年立業的「周智夫中醫診所」，2016年搬遷至現址。

## 創立
博仁堂中藥行前身「周智夫中醫診所」的創始者為中國廣東省中山縣慶餘堂中醫世家第四代傳人周智夫，自其曾祖父周慶祺開業以來，家族便一直使用「慶餘堂」做為藥舖堂名，該藥舖相繼由祖父周華勳、父親周光國承繼經營。周智夫畢業於廣州中醫藥專科學校（現廣州中醫藥大學），1949年跟隨中華民國政府遷臺，來到臺北後，因與其他同為「慶餘堂」的中藥行撞名，遂將祖傳堂名相讓，重新從事中醫藥材買賣相關工作。1955年，考取「中醫師內科特種考試」通過並在民權路大安藥房駐診。1961年，周智夫自行開設益智堂（粵港益智堂周智夫中醫診所），在學甲在地望族陳益茂先生的幫忙下。在現址西門路二段、開基武廟前小巷正式開設「益智堂」，堂號取兩人名字中的「益」、「智」，位於永福路全美戲院對面。1964年到1969年生意穩定後搬遷並改建到現地址。
2001年，周智夫轉讓「益智堂」堂號給友人，便改以周智夫三子周博仁之名，更名「博仁堂中藥行」。除了販售中藥材之外，也提供拔罐、推拿等服務。2014年，中藥行生存逐漸困難，在周博仁長子周建文的建議下，轉型為藥膳餐廳與中藥行的複合式經營模式。

## 發展
博仁堂轉型後，與地方創生機構、政府機關合作，參與辦理台南地方創生活動。2019年，周建文發起中藥藝術生活節（又名中草藥生活市集），聯合台灣各地與中藥相關的藥行、生技廠、學術單位等，並訂於每年十一月舉辦。活動內容包括手作課程、音樂療法、中藥器材展示、藥膳等。2022年，宣布將重新規劃活動，第四屆中一藝術生活節為最後一屆。2023年，與府城製造TainanMade合作府城二代祭計畫，為中藥藝術生活節的延伸。2024年，持續府城二代祭計畫，結合台南400舉行人人市集。
2023年與全家便利商店合作，2024年與7-Eleven合作推出聯名飲品。

## 相關品牌與企業

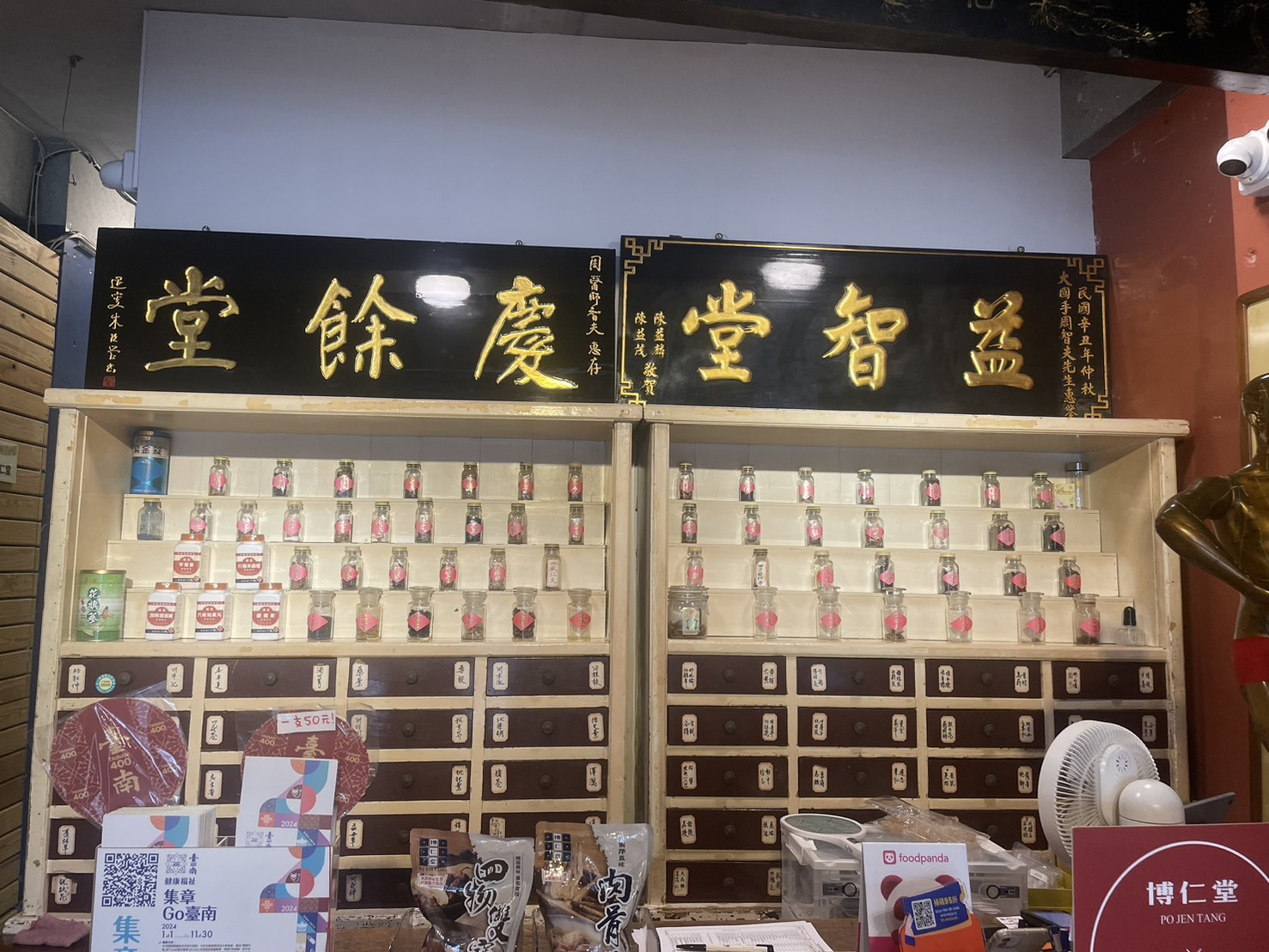
博仁堂櫃台，博仁堂與益智堂匾額

天一藥廠，由曾擔任台南市中醫工會理事長的周智夫於1974年聯合多位中醫師與藥材商共同創立，主要從事製造各種劑型的科學中藥供中醫師使用。

## 外部連結
- 博仁堂的Facebook專頁
- 博仁堂的Instagram專頁